# リチャード・ディアラヴ
リチャード・ディアラヴ（Richard Dearlove, 1945年1月23日 - ）は、イギリスの秘密情報部(MI6)第13代長官。日本語表記ではリチャード・ディアラブとも。
英米での中高生活後、ケンブリッジ大学クイーンズ・カレッジに学び、歴史学で修士号を取得。1966年に秘密情報部（MI6）入省。秘密工作官として、1968年からナイロビ、プラハ、パリ、ジュネーブに駐在し、1991年にはワシントン支局長に就任。1993年に帰国し人事総務本部長、秘密工作本部長をへて1999年から2004年まで長官。
34年にわたってイギリス秘密情報部で働いた。ダイアナ妃死亡事故、アメリカ同時多発テロ事件やイラク戦争が起こった時期に長官を務めた。退官後、ケンブリッジ大学ペンブルック・カレッジの学寮長に就任。その任をクリス＝アダムズ元文化大臣（ブレア内閣）に譲った後、ロンドン大学評議員長に就任して現在に至る。
2016年6月に行われた英国のEU離脱の是非を問う国民投票に際して、デービッド・キャメロン首相は、英国のEU離脱は英国の治安を脅かすと述べている。これに対し、ディアラブはEU離脱は英国の治安にほとんどダメージを与えないとした。ディアラブによれば、英国のEU離脱には2つの利点があるという。EU離脱によって人権と基本的自由の保護のための条約を破棄できるようになり、もう一つはEUからの移民の出入国管理を強化できるようになることだという。